# 近江温泉病院
近江温泉病院 (おうみおんせんびょういん) は滋賀県東近江市にある病院。

## 概要
2000年に開院。近江温泉の隣接地に位置し、天然温泉を利用した各種リハビリテーションを取り入れている。総合介護・リハビリテーション施設を標榜し、訪問介護・看護センターも併営している。別法人で近江温泉湖東ホテルを経営していたが、2006年4月に宿泊施設を閉鎖し、日帰りの入浴営業の営業となっていたが、2009年7月31日を最後に温泉施設も閉鎖された。

## 診療科
（この節の出典）
- 内科
- リハビリテーション科
- 精神科
- 皮膚科
- 歯科

## 医療機関の指定・認定
- 保険医療機関[1]
- 労災保険指定医療機関[1]
- 指定自立支援医療機関（精神通院医療）[1]
- 身体障害者福祉法指定医の配置されている医療機関[1]
- 精神保健指定医の配置されている医療機関[1]
- 生活保護法指定医療機関[1]
- 原子爆弾被爆者医療指定医療機関[1]
- 公害医療機関[1]

## アクセス
- JR琵琶湖線（東海道本線）能登川駅より近江鉄道バス（市ヶ原行き）で読合堂停留所下車、徒歩約7分[2]。

※同駅より送迎バスを運行している。